# صد (کتاب)
«صد: رتبه‌بندی مؤثرترین چهره‌های تاریخ» کتابی به قلم مایکل هارت است که در سال ۱۹۷۸ منتشر شد و در سال ۱۹۹۲ ویرایش دوم آن به چاپ رسید.
این کتاب رتبه‌بندی ۱۰۰ شخص تاثیرگذار می‌باشد، که بر طبق نظر هارت طبقه‌بندی شده‌اند. از موثرترین افراد ایرانی می‌توان به مانی (در رتبه ۸۳) و کوروش بزرگ (در رتبهٔ ۸۷) و زرتشت (در رتبهٔ ۹۳) اشاره‌نمود.

## نظرات نویسنده
اولین شخصی که در لیست هارت قرار گرفته به عنوان رتبه اول، پیامبر اسلام، محمد می‌باشد.
هارت اظهار کرده که محمد بن عبدالله، «به شکل اعلایی موفق» بوده، هم در بعد مذهبی و هم در بعد سیاسی. وی همچنین معتقد است که نقش پیامبر اسلام در توسعه و رواج این آیین خیلی فراتر از نقش «شراکتی عیسی مسیح» در توسعه مسیحیت اثرگذار بوده‌است.
او توسعه مسیحیت را به پولس نسبت می‌دهد، که نقش اساسی در انتشار مسیحیت ایفا کرده.
ویرایش ۱۹۹۲ تنزل رتبه چند شخصیت مرتبط با کمونیسم مثل لنین و مائو، و اضافه شدن گورباچف را شامل می‌شود.
خلاصه توضیح مایکل هارت در مورد انتخاب پیامبر اسلام به عنوان تأثیرگذارترین شخصیت در تاریخ بشریت:
"انتخاب من، به عنوان بالاترین جایگاه در این لیست جهانی (یعنی محمد) ممکن است بعضی افراد را شگفت‌زده کند و همچنین ممکن است مورد پرسش دیگران واقع شود، اما او تنها مرد تاریخ است که در ابعاد معنوی و مادی به شکل خارق‌العاده‌ای موفق (Supremely Successful) بوده‌است.
محمد یکی از بزرگترین ادیان تاریخ را پایه‌گذاری و ترویج کرد و رهبر سیاسی تأثیرگذاری شد. امروز، سیزده قرن پس از مرگش، نفوذ او همچنان نیرومند و فراگیر است.
مانند تمام مذاهب، اسلام تأثیر عظیمی بر زندگی پیروانش گذاشته‌است؛ و بدین دلیل است که بنیانگذاران مذاهب بزرگ جهان در این کتاب به شکل برجسته‌ای به حساب آمدند.
اول اینکه، نقشی که محمد در توسعه اسلام ایفا می‌کند به مراتب مهم‌تر از نقشی است که عیسی مسیح در توسعه مسیحیت ایفا کرد.
اگر چه مسیح مسئول اخلاقیات و احکام اخلاقی مسیحیت به‌شمار می‌رود. (تا آنجایی که این مذهب متفاوت از یهودیت می‌گردد)،با توجه به نقش کلیدی پولس در تشویق دیگران برای گرویدن به دین جدید مسیحیت، و همچنین  نوشتن بخش بزرگی از کتاب عهد جدید،پولس توسعه دهنده اصلی الهیات در مسیحیت می‌باشد. .
محمد، به هر حال مسئول هر دو بخش الهیات دین اسلام و همچنین اخلاقیات اصلی و اصول اخلاقی دین اسلام می‌باشد. به علاوه او نقش کلیدی در گرویدن به دین جدید اسلام و همچنین بنا نهادن شیوه‌های مذهبی دین اسلام را داشته‌است. علاوه بر این وی نویسنده کتاب مقدس مسلمانان است. قرآن، مجموعه ای از مشاهدات درونی است که بنابر اعتقاد محمد توسط خداوند برای او به‌طور مستقیم وحی شد. بیشتر این گفتارها، کم و بیش، در زمان حیات محمد گردآوری شد و به صورت معتبری با فاصله نه چندان زیادی پس از مرگ محمد جمع‌آوری شدند.
قرآن بنابراین، به صورت بسیار نزدیک، بسیاری از عقاید و آموزه‌های محمد را به‌طوری‌که به میزان قابل توجهی به کلام دقیق خود پیامبر نزدیک است، بیان می‌کند.
هیچ گردآوری مفصلی مانند این (قرآن) از تعلیمات عیسی مسیح باقی نمانده‌است.
قرآن به اندازه انجیل که برای مسیحیان مهم است، برای مسلمانان مهم می‌باشد. اثرگذاری محمد به واسطه قرآن عظیم است؛ و احتمالاً به خاطر این است که تأثیر نسبی محمد بر اسلام از تأثیر مشترک پولس و عیسی بر مسیحیت بیشتر است؛ و در بعد مذهبی این چنین به نظر می‌رسد که تأثیر محمد هم بر تاریخ بشر مانند عیسی است.
از این گذشته، محمد (بر خلاف عیسی)، رهبری سیاسی بود، همچنان‌که رهبری مذهبی هم بود.
در حقیقت به عنوان نیروی محرکه پیروزی اعراب، ایشان می‌تواند به عنوان تأثیرگذارترین رهبر تمام زمان‌ها رتبه بسیار خوبی بگیرد…
پیروزی‌های اعراب قرن هفتم، نقش بسیار مهمی در تاریخ بشریت بازی کرده‌است که تا روزگار کنونی هم ادامه دارد.
این ترکیب بی‌مانند اثرگذاری سیاسی و مذهبی است که باعث شده من احساس کنم که محمد مستحق قرار گرفتن به صورت انفرادی به عنوان تأثیرگذارترین شخص تاریخ بشریت باشد."

## ده نفر اول (در ویرایش ۱۹۹۲)
| مکان | نام            | زمان                                           | تصویر | جایگاه                      | تأثیر |
| ---- | -------------- | ---------------------------------------------- | ----- | --------------------------- | --- |
| ۱    | محمدبن‌عبدالله  | ۵۷۰–۶۳۲ میلادی                                 |       | بنیان‌گذار اسلام رهبری مذهبی | شخصیت مرکزی اسلام، که به وسیله مسلمانان به عنوان پیامبر خدا و خاتم پیامبران شناخته می‌شود. فعال به عنوان:اصلاح گر اجتماعی، دیپلمات، بازرگان، فیلسوف، مبلغ مذهبی، قانون گذار، فرمانده نظامی، رئیس دولت، رهبری مذهبی                                                      |
| ۲    | آیزاک نیوتن    | ۱۶۴۳–۱۷۲۷ میلادی                               |       | دانشمند                     | فیزیک‌دان، ریاضیدان، ستاره شناس، فیلسوف طبیعی، شیمی‌دان و متخصص الهیات اهل انگلیس |
| ۳    | عیسی مسیح      | از ۲۶ یا ۳۶ پیش از میلاد تا ۲ یا ۷ پس از میلاد |       | پیشوای روحانی               | شخصیت مرکزی مسیحیت. در اسلام هم به عنوان پیامبر اولو العزم شناخته می‌شود. |
| ۴    | بودا           | ۵۶۳–۴۸۳ پیش از میلاد                           |       | پیشوای روحانی               | معلم معنوی، و فیلسوف از هند باستان. بنیان‌گذار بودایسم. که در دین هندو به عنوان گوآتاما بودا شناخته می‌شود. |
| ۵    | کنفوسیوس       | ۵۵۱–۴۷۹ پیش از میلاد                           |       | فیلسوف                      | متفکر چینی و فیلسوف اجتماعی. پایه‌گذار کنفسیوس گرایی، افکار و تعالیم او زندگی و افکار چینی‌ها، ژاپنی‌ها، کره‌ای‌ها، ویتنامی‌ها و اندونزی‌ها را به شدت تحت تأثیر خود قرار داده‌است.                                                                                             |
| ۶    | پولس           | ۵–۶۷ میلادی                                    |       | از اشخاص بزرگ مسیحیت        | پولس یا بولوس از مهم‌ترین مبلغان مسیحیت و بنیان‌گذار الهیات و خداشناسی این آئین بود؛ برخلاف حواریون، پولس هرگز با عیسی دیدار مستقیم نداشته‌است؛ با این حال این پولس بود که مسیحیت را از یهودیت جدا ساخت، همچون دینی جداگانه. بیشتر قسمت‌های عهد جدید توسط او نوشته شده‌است. |
| ۷    | تسای لون       | ۵۰–۱۲۱ میلادی                                  |       | صاحب منصب در امپراتوری چین  | او را به عنوان مخترع کاغذ و روش ساخت کاغذ می‌شناسند. |
| ۸    | یوهانس گوتنبرگ | ۱۳۹۸–۱۴۶۸                                      |       | مخترع                       | ناشر آلمانی که اولین دستگاه مکانیکی چاپ کتاب را پدیدآورد. |
| ۹    | کریستف کلمب    | ۱۴۵۱–۱۵۰۶                                      |       | جستجوگر                     | دریانورد و مهاجر و جستجوگر ایتالیایی که سفرهایش منجر به آشنایی اروپاییان با قاره آمریکا شد. |
| ۱۰   | آلبرت انیشتین  | ۱۸۷۹–۱۹۵۵                                      |       | دانشمند                     | فیزیک‌دان نظری متولد آلمان، که بیشتر به خاطر نظریه نسبیت مشهور است و معادله هم‌ارزی جرم و انرژی اش معروف است که به وسیلهٔ رابطه E=mc^۲ شناخته می‌شود. |